# 京成バス金町営業所
京成バス金町営業所（けいせいバスかなまちえいぎょうしょ）は、東京都葛飾区金町に位置する京成バスの営業所。社内の営業所記号は8を用いる。ナンバーは葛飾（葛飾ナンバー登場以前は足立）である。

## 沿革
京成電鉄自動車部の中核であった京成電鉄奥戸営業所（現・京成バス奥戸営業所）を補完することを目的として1961年10月1日に開設された。2001年2月16日に京成電鉄奥戸営業所が京成タウンバスとなってからは、この営業所のみが京成バスの葛飾区内路線の営業所となっている。
現在は主に金町駅・亀有駅・新小岩駅・小岩駅周辺の路線を担当しているが、戸ヶ崎線（小55など）が運行本数が多く、主力となっている。

## 現行路線

### 戸ヶ崎線
- 小55：小岩駅 - 柴又新道 - 京成小岩駅入口 - 鎌倉町 - 新柴又駅 - 柴又帝釈天 - 浄水場 - 金町駅
- 金61：金町駅 - 東金町三丁目 - 水元公園 - 水元そよかぜ園 - 大場川 - 戸ヶ崎操車場 - 潮止橋北 - 八潮駅南口
- 金61：金町駅 - 東金町三丁目 - 水元公園 - 水元そよかぜ園 - 大場川 - 戸ヶ崎操車場
- 金61：金町駅北口 → 金町第二団地 → 水元公園 → 水元そよかぜ園 → 大場川 → 戸ヶ崎操車場（深夜バス）

都内の京成バスで最主力路線の一つである。先に開通したのは金町駅から北側で、南側は戦後に開通している。金町駅を境に分かれており、小岩駅から柴又街道経由で金町駅までが小55として運行され、金町駅から東京都道・千葉県道501号王子金町市川線、東京都道・埼玉県道67号葛飾吉川松伏線、千葉県道・東京都道・埼玉県道54号松戸草加線を経由して八潮駅までが金61として運行されている。かつて小岩駅と戸ヶ崎操車場の間を直通運転していた小56は2010年9月限りで廃止、金町駅を境に完全に分断された。
小55はJR常磐線、JR総武線、北総線、京成本線の駅を結ぶ鉄道短絡輸送の意味合いが強く、全区間乗り通す乗客も多い。また柴又付近から金町駅まで並行する京成金町線が単線運行であることによる鉄道補完輸送、柴又帝釈天への観光輸送、葛飾区柴又、江戸川区北小岩、西小岩の地域輸送、愛国学園、江戸川学園などへの通学輸送と多彩な役割を持ち、利用者も運行本数も多く、日中でも7 - 8分に1本の運行間隔である。
金61は葛飾区水元、東水元、埼玉県三郷市戸ヶ崎、八潮市大瀬の地域輸送、都立水元公園への観光客輸送、都立葛飾総合高校への通学輸送などで支持されており、金町駅 - 戸ヶ崎操車場までは10分間隔、戸ヶ崎操車場 - 八潮駅まで30分間隔で運転される。水元五丁目 - 八潮駅南口間で埼玉県内を走行するが、運賃は全区間で都区内運賃を適用する。常磐線の北側に向かう路線であるが、道路事情上、金町駅南口から発車する。

東京都発行のシルバーパスは都内の停留所で降りる場合（金町駅 - 水元五丁目の各バス停間相互発着の場合）のみ使用できる。京成バス都区内一日乗車券は、2009年（平成21年）9月の八潮駅延長と同時に全線での使用が可能になった。ただし戸ヶ崎十字路 - 八潮駅間を走行する松04および松05は京成バス都区内1日乗車券・京成バス都区内金額式IC定期券での利用はできない。金61の深夜バスは金町駅北口発で金町第二団地経由となる。
戸ヶ崎操車場は、八潮駅発便は停留所位置が操車場と逆の位置となり、操車場脇から発車する便とは乗り場が異なる。また、同改正と同時に通過していた戸ヶ崎十字路停留所にも停車するようになったほか、11月1日には「潮止橋北」「大正通り入口」の2停留所が新設された。戸ヶ崎操車場は三郷市と八潮市との市境に位置しているが、住居表示は八潮市大瀬となっており、厳密には地名である三郷市戸ヶ崎には存在しない。

戸ヶ崎操車場 - 松戸駅線も戸ヶ崎線の一部だったが、2009年9月1日に松戸営業所へ移管された。

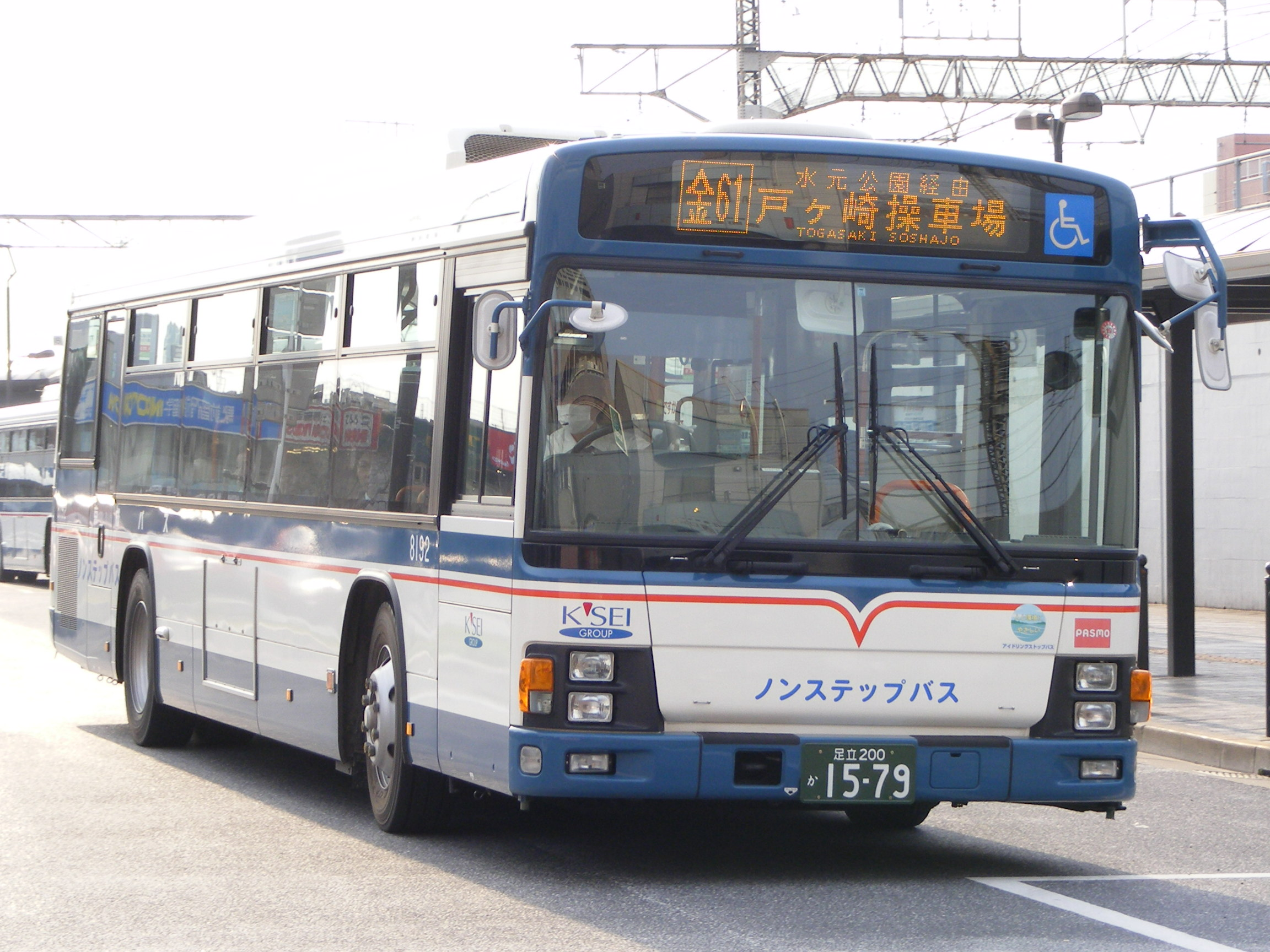
金61(8192)
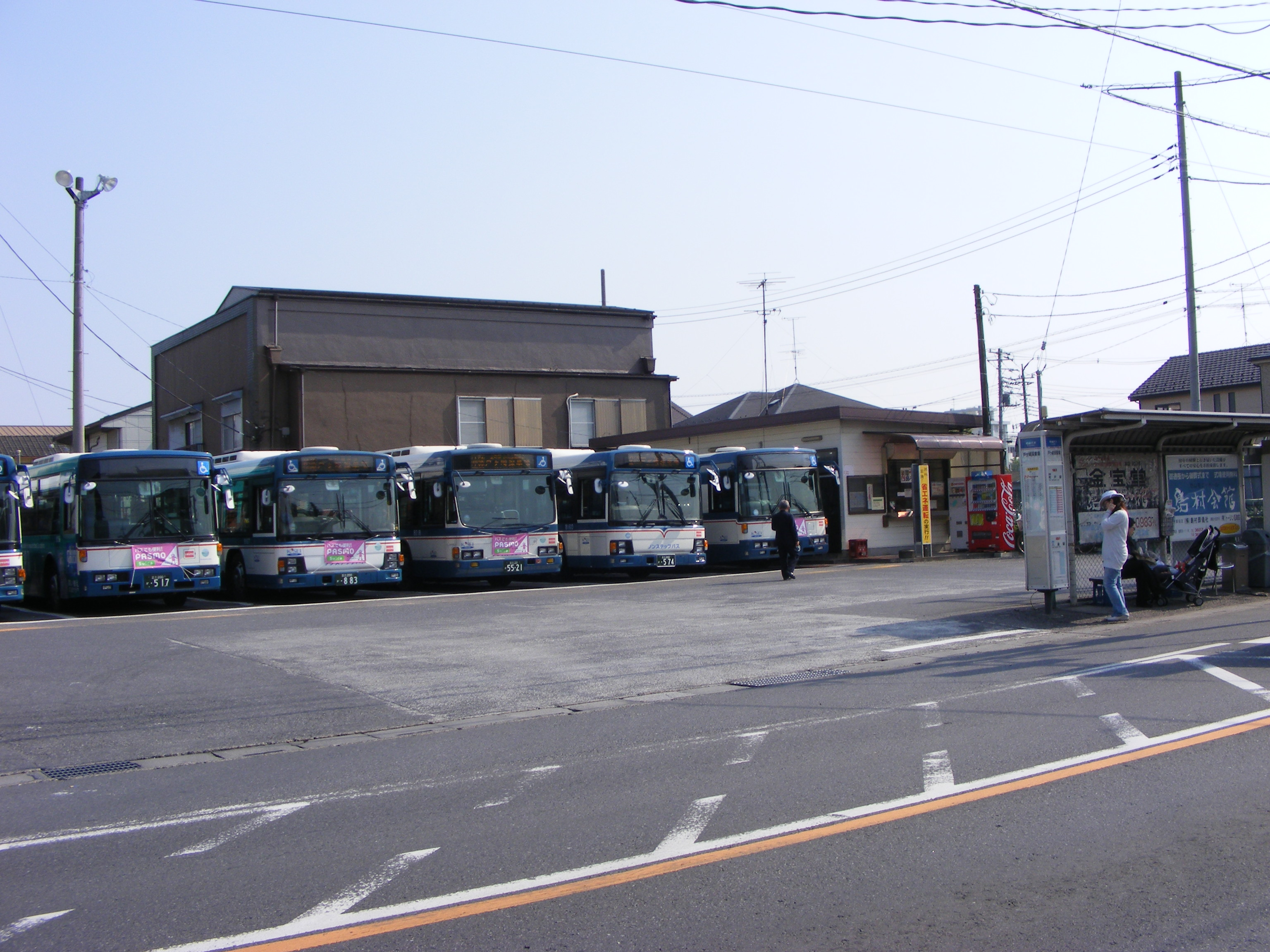
戸ヶ崎操車場
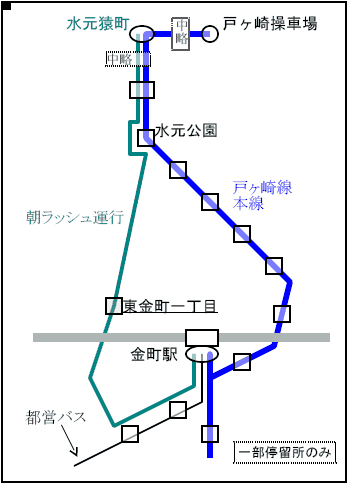
水元五丁目始発便の経路（現在[いつ?]は廃止）
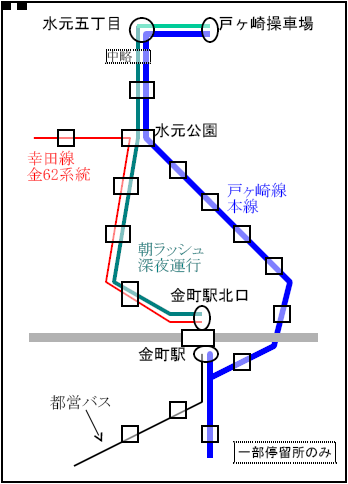
2005年11月時点の戸ヶ崎線の経路

### 亀有線
- 新小53：新小岩駅東北広場 - 東新小岩八丁目 - 奥戸車庫 - 立石駅入口 - 葛飾区役所 - 青砥駅入口 - テクノプラザかつしか - 亀有駅
- 新小53：新小岩駅東北広場 - 東新小岩八丁目 - 奥戸車庫 - 立石駅入口 - 青砥駅入口 - テクノプラザかつしか - 亀有駅（葛飾区役所非経由）
- 新小53：亀有駅 - テクノプラザかつしか - 青砥駅入口 - 葛飾区役所
- 新小53：亀有駅 - テクノプラザかつしか - 青砥駅入口 - 立石駅入口 - 奥戸二丁目（早朝・夜間のみ）
- 新小53：新小岩駅東北広場 - 東新小岩八丁目 - 奥戸三丁目（早朝・夜間のみ）

元々は、新小岩駅から森永乳業（現・奥戸一丁目）を経由してスポーツセンターを通り、立石駅入口から葛飾区役所を抜け大道小学校周辺から水戸街道に入り亀有新道を抜け、亀有駅に至っていた路線であったが、1996年9月に当時の京成電鉄バス事業部にて大規模な路線再編を実施し、その時から現行の立石駅入口・青砥駅入口経由に変更となった。
旧・奥戸営業所管轄路線で唯一の黒字路線だったため、京成タウンバスへの移管を免れて京成バスの運行が維持された。
ほぼ終日15分の等間隔の頻度で運行されるほか、平日の朝夕に限り亀有駅 - 葛飾区役所間の折返便も運行されている。立石駅付近の踏切を通過する関係から、最近までワンステップ車のみが運用されていたが、新型車両では通れるようになったためか、現在はノンステップバスでの運行が行われている。
なお、新小岩駅から亀有駅まで乗り通す場合（その逆も含む）は、京成タウンバス新小58系統のほうが速く、この路線は適さない。
運行形態としては、新小岩駅東北広場〜亀有駅間の通し運転がメインであるが、平日葛飾区役所の開庁時間において葛飾区役所に乗り入れを行う。また、葛飾区役所の開庁時間外（土休日ダイヤ含む）は、葛飾区役所への乗り入れを行わない。なお、8月のお盆時は、平日でも土休日ダイヤで運行されるが、平日ダイヤとほぼ同じ時間帯で、開庁時間帯については乗り入れが行われる。
2011年3月28日の改正で、新小岩駅東北広場の開業に伴い、新小岩駅東北広場発着に変更となり、それに伴い、土日ダイヤの減便（12分間隔→15分間隔）や新小岩駅周辺の経路や停留所の位置が変更となった。また、2012年8月16日の改正より、平日ダイヤの減便（12分間隔→15分間隔）と運用車両の大型化、早朝、夜間に走っていた新小岩駅東北広場発着の奥戸車庫行きが奥戸三丁目に変更となり、同様に亀有駅発着の奥戸車庫行きは奥戸二丁目と変更になった。
また、ダイヤ改正前は、夜間に奥戸車庫行きで奥戸車庫まで営業して来た乗務員・車両はそのまま奥戸営業所に入庫し、車両・乗務員とも一泊し、翌朝、奥戸車庫発として、奥戸営業所を出庫する形であったが、現在では、新小岩駅東北広場発の奥戸三丁目行と亀有駅発の奥戸二丁目発着便は、そのまま金町営業所へ回送する形になった。逆に始発便についても金町営業所から奥戸二丁目、奥戸三丁目へ回送の形をとっている。これらについては、以前奥戸営業所が担当してきた時の入庫便の名残である。
2021年7月より、「森永乳業」停留所が「奥戸一丁目」に改称した。

### 南水元循環（アイリスループ）

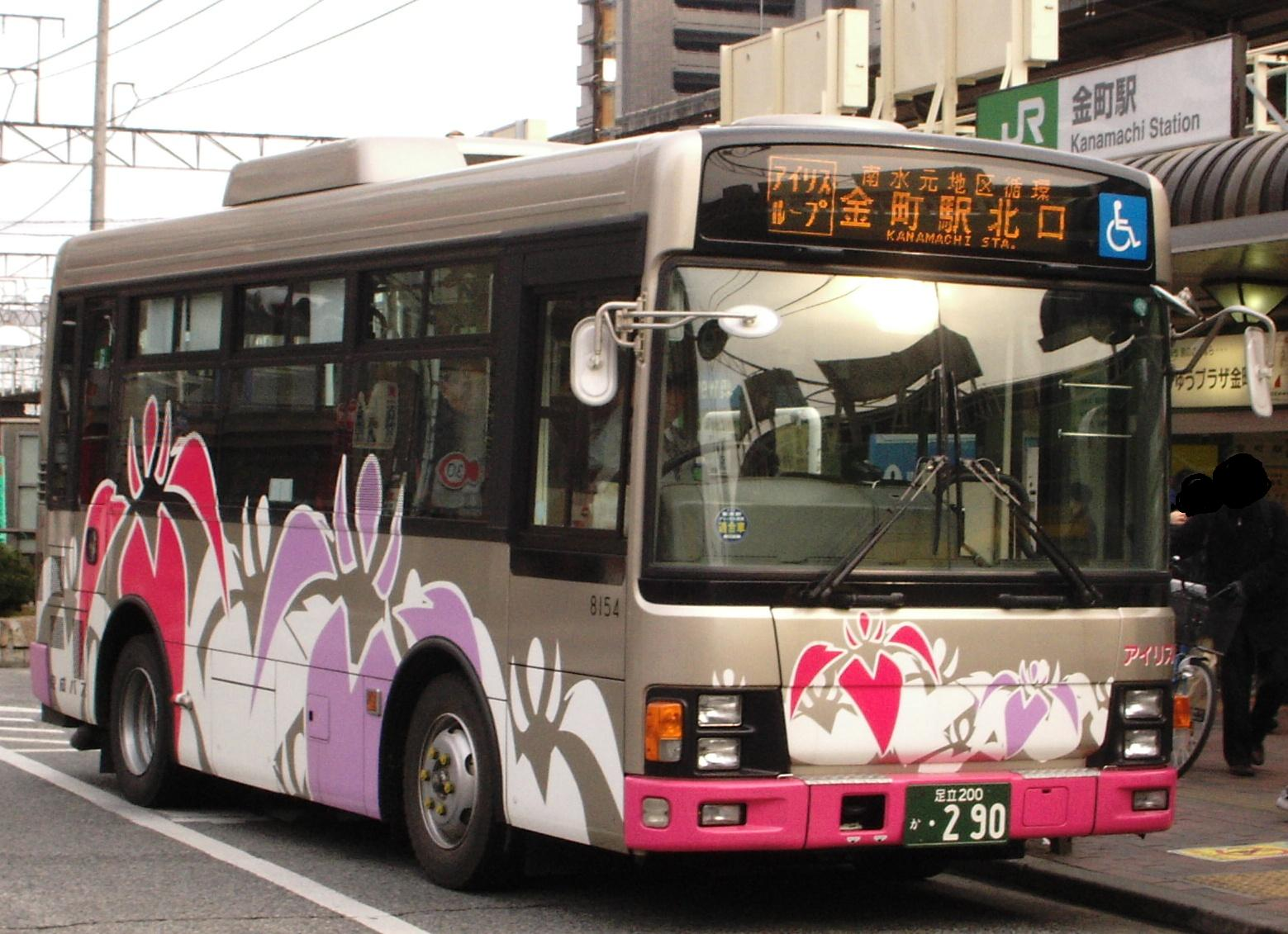
金町駅に停車中のアイリスループ

- 金01 アイリスループ：金町駅北口 → 花の木小学校 → 新宿六丁目 → 飯塚商店街 → 水元社会教育館いこいの家入口 → 飯塚商店街 → 花の木小学校 → 金町駅北口

葛飾区の要請をもとに、交通の不便であった南水元地区の足を増強する目的で2001年4月28日に新設された。運行開始時の運賃は150円。2002年2月1日から2005年8月16日までは雨天臨時ダイヤ「アメリス（雨のアイリス＝アメリス）」を設定し、前日の天気予報で降水確率が50%以上と発表された際に、翌朝に飯塚商店街始発便(飯塚商店街 → 花の木小学校 → 金町駅北口)を5回運行していた。
2013年4月16日より、小型車ワンステップバスから中型車ノンステップバスに車両変更により、花の木児童遊園バス停を廃止し、花の木小学校経由に変更された。
2019年10月1日より運賃は160円/IC 157円。

### 金町営業所出入庫線
- 金01出入：金町駅北口 - 東金町二丁目 - 新宿六丁目南 - 都営新宿団地 -（直通）- 金町営業所
- 金02出入：金町駅北口 - 東金町二丁目 - にいじゅくみらい公園 - 都営新宿団地 -（直通）- 金町営業所

金01出入は金町営業所から金町駅への回送運用を地元の沿線住民の要望によって旅客化することで2007年2月1日に運行開始された。[葛飾にいじゅくみらい公園]および周辺の宅地整備により2014年9月に金02出入の運行が開始された
現在は回送目的だけではなく当路線のみの運用も行われている。運賃はアイリスループと異なり、一般路線扱いである。北側を常磐線、南側を国道6号に挟まれた新宿四・五丁目地区に重点が置かれており、既存路線が存在する国道6号以南（都営新宿団地 - 金町営業所間）には途中停留所が設けられていない。金61や小55と違い、金町駅北口から運行される。

### 幸田線
- 金62：金町駅北口 - 金町第二団地 - 水元公園 - 水元三丁目 - リブレ京成 - なかよし通り - 西水元三丁目 - 大場川水門
- 金62：金町駅北口 - 金町第二団地 - 水元公園 - 水元三丁目 - リブレ京成 - なかよし通り - 西水元三丁目

金町駅北口から金町第二団地・水元公園を経由し、左折して幸田地区を通ってから西水元三丁目・大場川水門まで向かう路線。幸田地区は葛飾区でも交通が不便で、住民や葛飾区の要請で開通した。水元公園で戸ヶ崎線と並走するものの基本的には独立した路線。西水元三丁目 - 大場川水門は1989年（平成元年）に延伸開業した。西水元三丁目の停留所は折返用と通過用（大場川水門発着便）で分かれている。出入庫は東金町一丁目を経由して回送で行なっている。なお、金61や小55と違い、金町駅北口から運行する。日中でも毎時4本程度の運行が確保されている。
開通当時は、金町駅北口から水元公園間は現在と違う別のルートを通っており、金町第二団地を経由せず、金町駅前団地東側を通り東水元二丁目停留所を経由していた。その後の道路整備に伴い現在のルートになった。
2018年7月21日より、水元総合スポーツセンター停留所を設置し、土休日に限り乗り入れを開始した。下りは7・8・9時台の14便が、上りは15・16・17時台の14便が経由する。
2018年9月16日より、中央公園停留所を水元総合スポーツセンター入口に改称するとともに、西水元四丁目－大場川水門間に西水元つばさ公園停留所を新設し、始発バスの時刻が早まった。

### 水元公園循環（ファミリーシャトル）

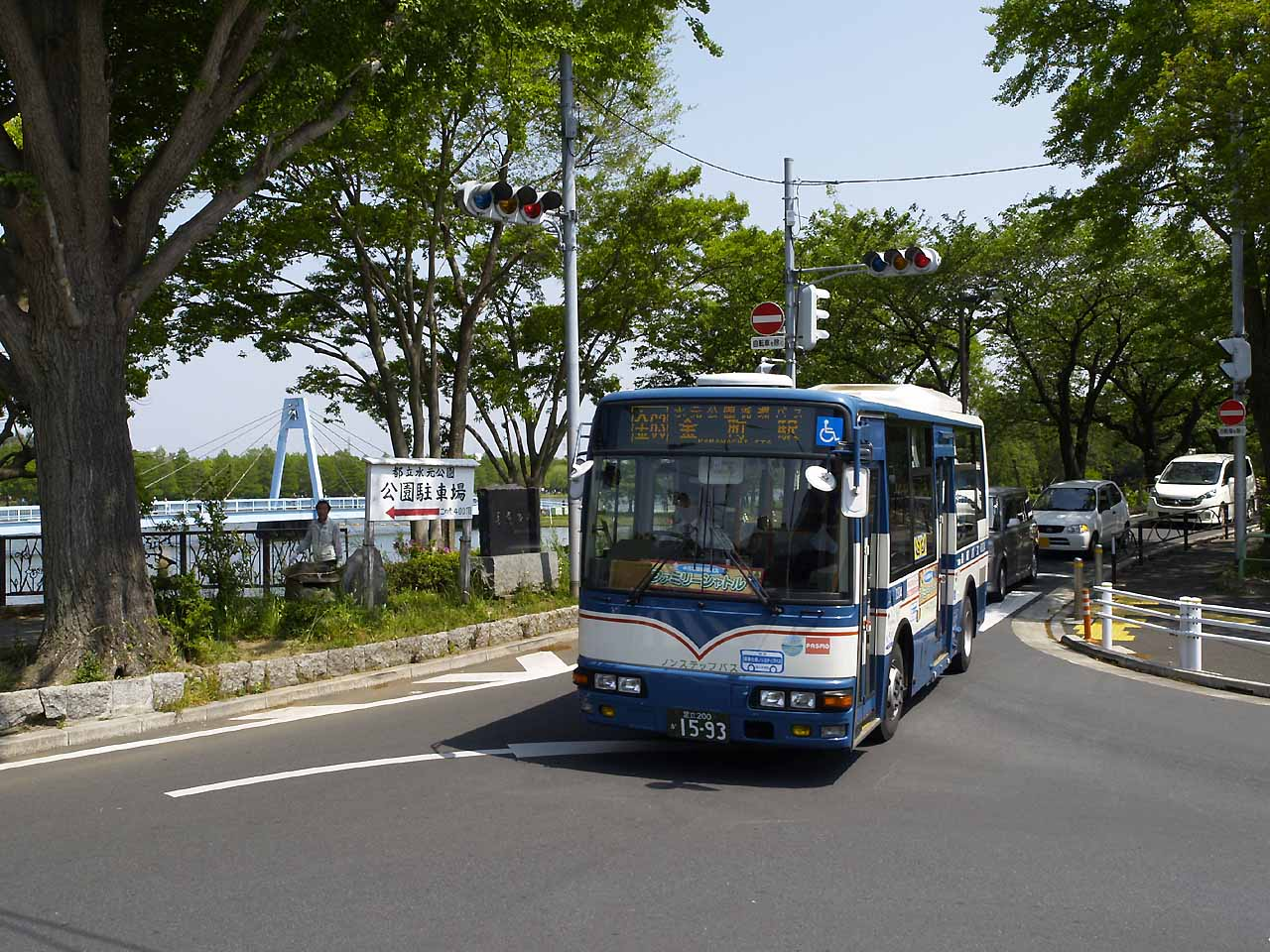
水元公園の西側を北上 (8304)

- 金63：金町駅 → はなしょうぶ園 → ポプラ並木 → 水元かわせみの里 → 水元そよかぜ園 → 水元公園 → 金町駅

金町駅から水元公園へ向かう観光・行楽客をターゲットとした路線で、2008年10月25日に1か月間のみ試験運行が開始され、2008年11月30日に運行を終了した。その後、利用状況の調査によって採算性が取れると判断され、2009年3月1日に本格運行が開始された。3月から11月までの土曜・日祭日の日中に約20分間隔で運行され、一部区間では自由乗降区間が採用されている。2012年3月3日にルートが変更され、水元かわせみの里 → 水元公園間が無くなり、水元かわせみの里バス停の先に折り返し所を設置したことで、水元かわせみの里 - 水元大橋・噴水広場間が同一経路の往復運行となる。また水元公園内溜停留所が新設される。
水元公園沿いの区間の道が狭いため、主に小型車または中型車（2012年3月以降は、全て中型車）での運行となり、車内には営業所写真部の有志が撮影した水元公園の写真の掲示や、元バスガイドによる観光案内の車内放送（自動放送）が行われている。運賃は一般路線同様220円で、ファミリーシャトル専用の周遊パス（400円）も設定されている。
2020年は新型コロナウイルス感染症 (COVID-19)の影響による緊急事態宣言が政府から発令された影響で4月18日より6月28日まで運行を見合わせ、7月4日から運行を再開した。

### 慈恵医大線
- 青01：慈恵医大葛飾医療センター → 京成青砥駅・ユアエルム青戸前 → 慈恵医大葛飾医療センター（平日・土曜のみ運行）

2011年8月1日に慈恵医大葛飾医療センターの通院客の要望を受けて新設した。日祭日と大学記念日（5月1日・10月15日）、年末年始（12月30日-1月4日）は運休する。所要時間は10分に満たない短距離路線だが、専用定期券「ホスピーPASS」が販売されているほか、ICカード（PASMO / Suica）を利用した場合は割引運賃（大人50円引き、小人20円引き）が適用される。

### 高砂線
- 新金02  : 金町駅 - 新宿一丁目南 - 奥戸六丁目 - 新小岩駅東北広場（土休日のみ運行）

金町駅から新小岩駅東北広場までを新宿一丁目南、奥戸六丁目経由で結ぶ路線。新金線沿いの葛飾区都市計画道路276号線の開通に伴い、金町駅と新小岩駅東北広場を主に新金線沿いを経由して結ぶ新規路線として京成バス東京が2025年3月16日より運行を開始。金町営業所でも新金01系統廃止と入れ替わる形で、2025年5月3日より運行を開始。京成バス東京便が全日運行されるのに対し、金町営業所便は土休日のみの運行である。

### アリオ亀有無料シャトルバス

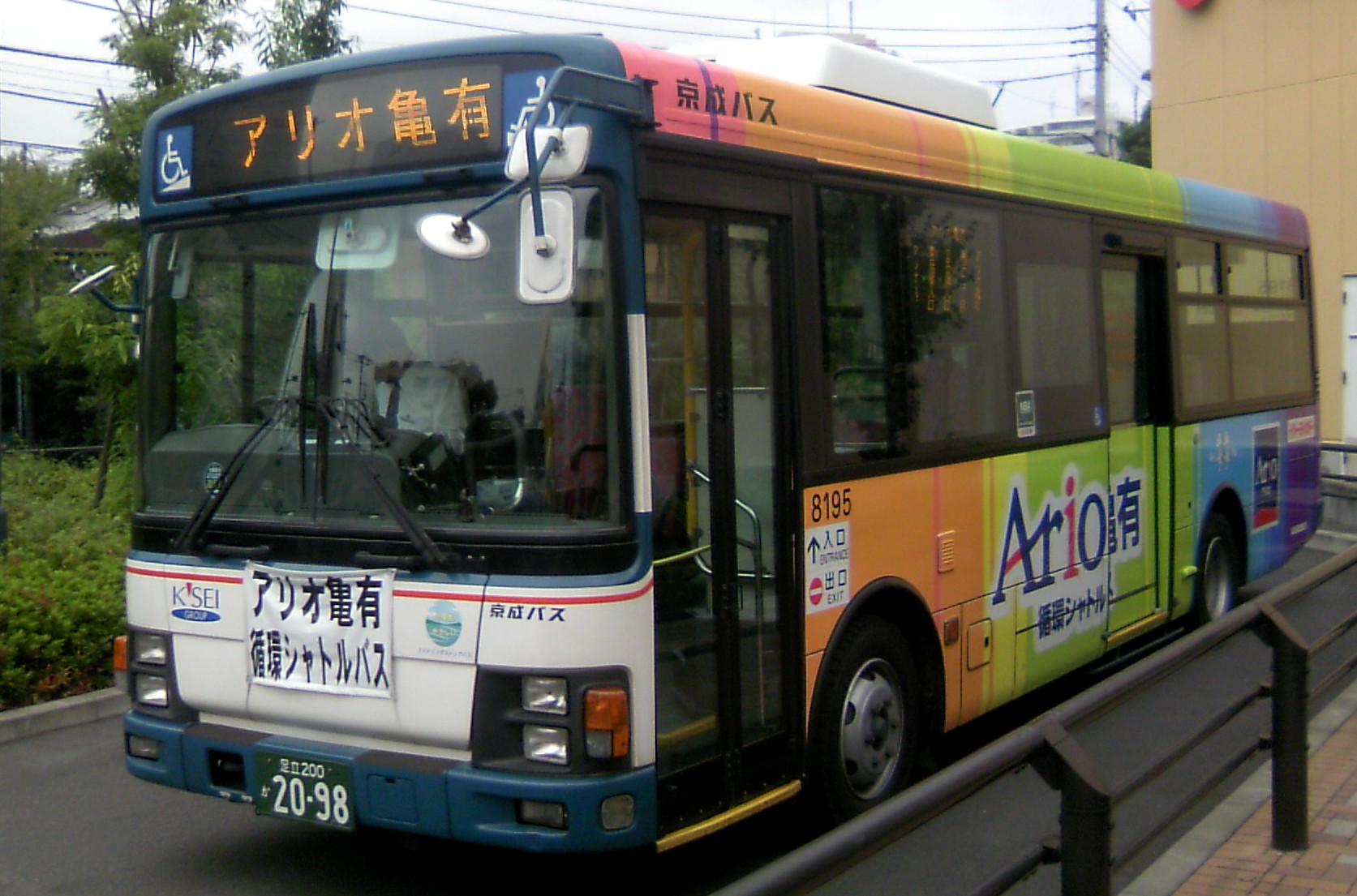
アリオ亀有シャトルバス (8195)

- 立石・青砥ルート：アリオ亀有 → 青砥駅東交差点 → 立石駅入口 → 青砥駅入口 → 青砥駅東交差点 → アリオ亀有

2006年3月3日、日本板紙亀有工場の跡地に大型商業施設「アリオ亀有」が開業したが、最寄駅である亀有駅以外に青砥駅からの利用客が増加したことを受けて、無料のシャトルバスをイトーヨーカドー立石店と共同で開設することとなり、2009年11月20日に路線が新設された。基本的にArio亀有のラッピングを施工した専用車が充当される。
- 新宿・南水元ルート：アリオ亀有 → 都営新宿団地 → 大堰枠・にいじゅくプレイパーク → 新宿六丁目南 → 花の木小学校 → 新宿六丁目 → 新宿六丁目南 → 大堰枠・にいじゅくプレイパーク → 都営新宿団地 → アリオ亀有

2013年6月22日より「新宿・南水元ルート」の運行を開始した。

### かつしか菖蒲めぐりバス

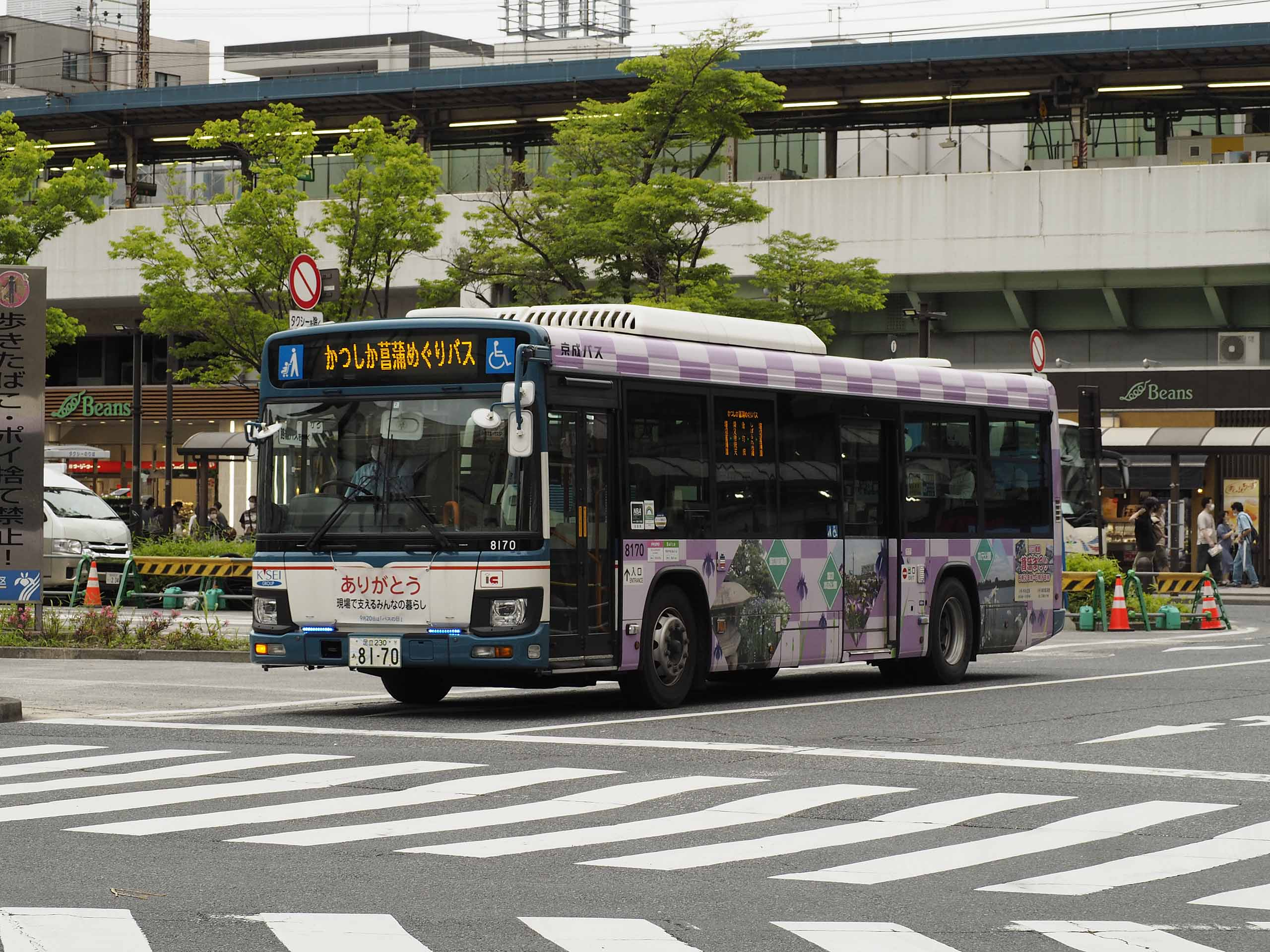
かつしか菖蒲めぐりバス (8170)

- 臨時：堀切菖蒲園 → しばられ地蔵（水元公園） → 金町駅南口 → 柴又帝釈天 → 亀有駅南口 → 堀切菖蒲園（循環）

葛飾区の観光スポットを巡る臨時系統で、葛飾菖蒲まつりの会期にあたる6月第1週から第3週の土曜および日曜に30分間隔で運転される。基本的に葛飾区の観光スポットのラッピング装飾が施された車両で運行され、堀切菖蒲園では東京都道450号新荒川葛西堤防線沿いに臨時停留所が設置される。PASMOや京成バス都内一日乗車券、東京都シルバーパス、都内フリー定期券も利用可能。2020年・2021年は新型コロナウイルス感染症 (COVID-19)の影響による緊急事態宣言が政府から発令された影響で葛飾菖蒲まつりの開催が中止されたため休止、2022年からは亀有駅を追加した経路で運行される。

### 幕張地区臨時バス
- 直通：海浜幕張駅（プレナ幕張） - （無停車） - ZOZOマリンスタジアム

- 幕張本郷駅 - （無停車） - 東京ガス幕張ビル駐車場
  - 幕張ビーチ花火フェスタ開催時のみ運行。

## 廃止・移管路線

### 戸ヶ崎線（一部系統の廃止）
- 小56：小岩駅 - 柴又新道 - 京成小岩駅入口 - 新柴又駅 - 柴又六丁目 - 柴又帝釈天 - 金町駅 - 水元公園 - 水元そよかぜ園 - 大場川 - 戸ヶ崎操車場

現在の小55系統と金61系統を合わせた系統だったが、金町駅を境に系統を分断するため2010年（平成22年）9月30日限りで廃止された（前述）。
- 八潮11：八潮駅 → 戸ヶ崎操車場 → 戸ヶ崎郵便局 → 戸ヶ崎二丁目中央 → 戸ヶ崎四丁目入口 → 戸ヶ崎操車場 → 八潮駅
- 八潮11：八潮駅 → 戸ヶ崎操車場 → 戸ヶ崎郵便局 → 戸ヶ崎二丁目中央 → 戸ヶ崎四丁目入口
- 八潮11：戸ヶ崎郵便局 → 戸ヶ崎二丁目中央 → 戸ヶ崎四丁目入口 → 戸ヶ崎操車場 → 八潮駅
- 八潮11：八潮駅 → 戸ヶ崎操車場

つくばエクスプレス開業と同時の2005年（平成17年）8月24日付で開設。しかし戸ヶ崎郵便局で既存路線と分断されていたため乗客が伸び悩み、既存の金61と松05の2系統を八潮駅まで延長することにして2009年8月31日限りで廃止。

### 堀切線
- 有01：亀有駅 - 堀切菖蒲園駅- 千住曙町 - 言問橋 - 浅草寿町

### 環七線
- 新小58：新小岩駅北口 - 上平井中学校 - 青砥駅東交差点 - 亀有駅

### 新宿線
- 小54：京成小岩駅 - 小岩駅北口 - 高砂駅 - 金町車庫 - 亀有駅

### 亀有綾瀬線
- 綾01：綾瀬駅 - 堀切中央病院 - 普賢寺 - 亀有社会教育館 - 亀有駅
- 綾01：綾瀬駅 - 堀切中央病院 - 普賢寺 - 亀有社会教育館

地元の請願により2003年3月23日に開通した路線。全区間の運賃は150円で、同時に並走する路線、またはそれに準ずる路線の区間を150円に変更した。
当初は亀有社会教育館打ち切りもあったが、2010年5月26日付で全便が亀有駅までの運行となる。2011年（平成23年）1月16日、亀有駅 - 曳舟川親水公園間に「曳舟十四橋」停留所を新設した。
2016年（平成28年）1月16日付で土休日の1往復を除くすべての便をタウンバスに移管。タウンバスは登記所、綾瀬一丁目を経由するが京成バス本体運行便は同停留所は経由しない。その1往復も2019年（令和元年）5月31日限りで定期運行が休止され、事実上タウンバス単独に移行した。

### 小菅線
- 綾02：綾瀬駅 - 小菅交番前 - お花茶屋駅 - 葛飾区役所 - 立石駅入口 - タウンバス車庫

2017年10月23日より2018年3月31日まで、京成バス本体とタウンバスおよび葛飾区の3者共同で社会実験運行が行われた。この結果を踏まえて2018年9月16日付で定期路線に移行することになったが、定期化後はタウンバス単独となった。

### 細田線
- 細01 : 新柴又駅 - 京成小岩駅入口 - 細田踏切 - 葛飾区役所 - 京成立石駅入口 - タウンバス車庫（京成タウンバスと共同運行）

葛飾区の社会実験として、2017年1月10日から2017年3月31日までの平日に運行。

### 北千住線
- 北千01：北千住駅東口（電大口） - 京成関屋駅 - 柳原病院・東京未来大学（堀切駅入口） - フロンティアシティ - 南千住駅東口
- 北千02：北千住駅東口（電大口） - 京成関屋駅 - フロンティアシティ - 南千住駅東口

北千住駅東口交通広場完成に伴い2013年3月25日運行開始。京成バスの北千住駅発着路線の設定は、新小51の短縮以来約38年ぶりであった。平日・土曜のみの運行だったが、2015年10月28日以降、年末年始を除く日曜・休日も運行。
2021年2月のダイヤ改正で大幅減便となり、さらに2023年2月から土休日の運行を取り止めるダイヤ改正を実施。2024年3月の運行をもって廃止された。

### 新金線

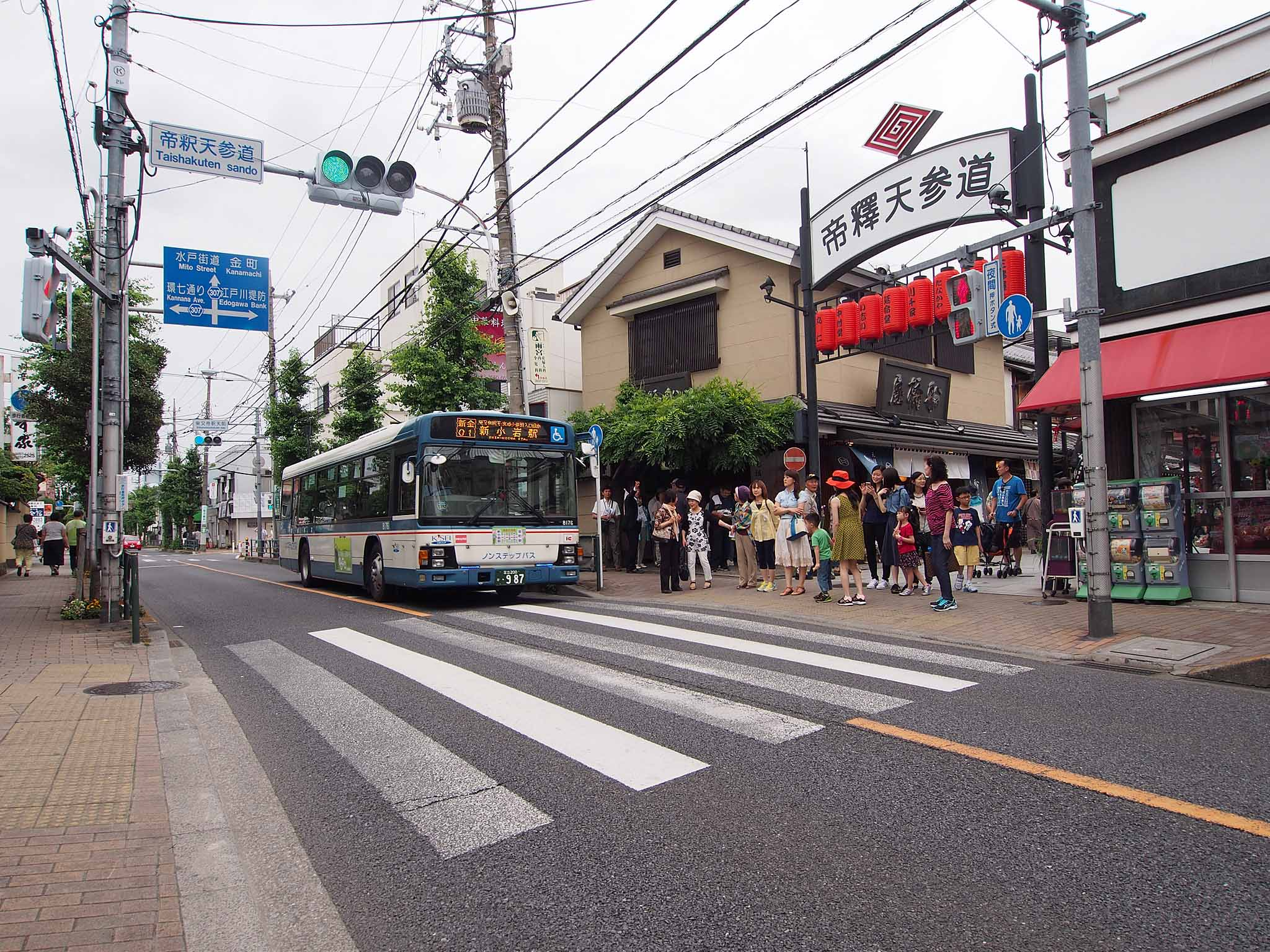
新金線 (8176)

- 新金01：新小岩駅南口 - スポーツセンター - 京成小岩駅入口 - 新柴又駅 - 金町駅南口（土休日のみ運行）

葛飾区の社会実験路線として2014年6月14日運行開始。京成タウンバス（現:京成バス東京）との共同運行で、当初は2015年3月29日までの土曜・日曜・祝日に運行される予定だったが、2015年4月以降も運行継続となった。2025年4月29日をもって運行を終了（タウンバス便は2025年3月15日をもって運行を終了）。 
ルートは金町駅から戸ヶ崎線(小55系統)と京成小岩駅入口まで同じ区間を走り、スポーツセンターで京成タウンバス・新小58系統と合流し新小岩駅へ向かう。なお新小岩駅方向は東新小岩五丁目・巽橋を通過していた。
京成バス便は主に大型車が、タウンバス便には中型車が使用されていた。

## 車両

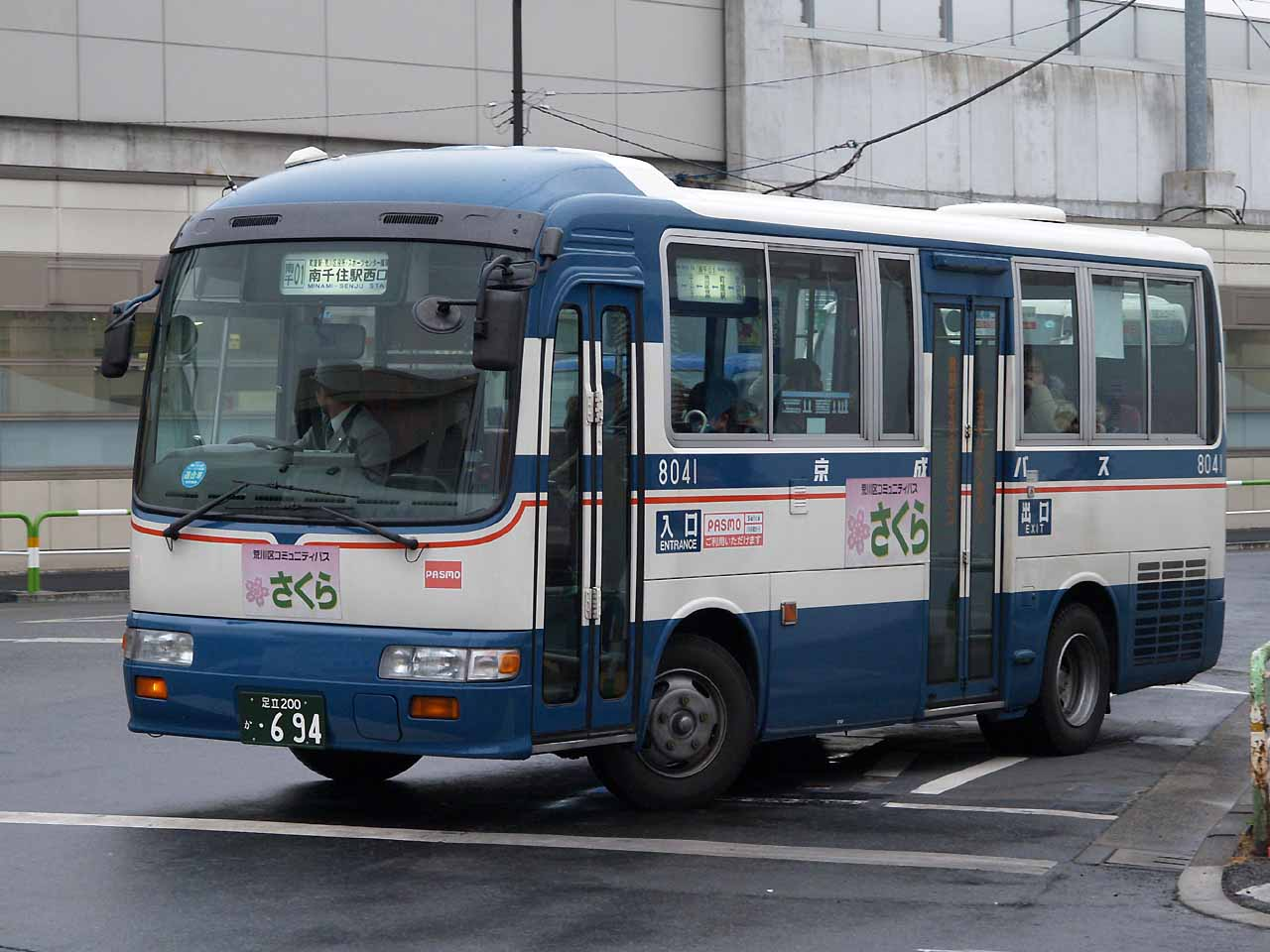
さくらの代走に使われるリエッセ(8041　既に廃車済み)

いすゞ自動車製が基本だが、荒川区コミュニティバスさくら号用と慈恵医大青戸病院線、一般路線用に日野自動車製の車両と三菱ふそうバス製造製の車両が少数配置されている。
アリオ亀有無料シャトルバスは、長沼営業所から「元花まわる号」とその予備車が2009年11月に転入した。
また、新小53系統関連で長沼営業所から日野・ブルーリボンシティワンステップ(KL-HU2PMEA・8407号車）が1台、市川営業所から富士重工製いすゞワンステップバス（KL-LV380L1・8129号車）、いすゞ・エルガワンステップ（8130号車）が各1台、船橋営業所から三菱ふそう・エアロスター（8308号車）が1台転入されている。
亀有が舞台の漫画『こちら葛飾区亀有公園前派出所』に登場する両津勘吉・中川圭一・秋本・カトリーヌ・麗子・大原大次郎などが描かれたラッピングバス（広告主は葛飾区）が1台存在（2008年11月9日から8212号車にラッピングされていたが、2012年8月現在は8114号車）し、亀有線で運行していた。
さらに、2009年からは葛飾区の観光名所案内のラッピングバスも登場、毎年6月の葛飾菖蒲まつり会期中は菖蒲めぐりバスに就役することがある。当初は8220号車・8221号車（共に8144号車・8145号車として登場し、2007年に環七シャトルバスの試験運行時に江戸川に貸し出され、車号は8をEに書き換えただけでE144・E145で運行した後、2008年に金町に復帰）をラッピングしていた（両車は広告の内容は同じだが、背景の紫の色が2本で若干異なった）。
その後、2010年には8157にもラッピングが追加で施され運行した。なお、2012年3月に8221、9月に8220が除籍され、代わりに8178がラッピングされた。
2025年現在では、8124号車・8125号車・8163号車・8170号車の4台が葛飾区観光名所ラッピングを纏っている。
2018年3月より、亀有線沿線にタカラトミーの本社があることからリカちゃんラッピングバスを2台(8153号車・8160号車)を運行している。
2025年3月31日から京成バス初の国産EVバス「いすゞエルガEV」が、亀有線で運転を開始した。